# Initiative Développement
 (mars 2025).
Motif : Manque de source attestant de la notoriété
- Archive Wikiwix
- Bing
- Cairn
- DuckDuckGo
- E. Universalis
- Gallica
- Google
- G. Books
- G. News
- G. Scholar
- Persée
- Qwant
- (zh) Baidu
- (ru) Yandex
- (wd) trouver des œuvres sur Wikidata

| 1. | Préciser le motif de la pose du bandeau. | Précisez le motif de la pose du bandeau en utilisant la syntaxe suivante : {{admissibilité à vérifier\|date=mars 2025\|motif=remplacez ce texte par le motif}}                                |
| 2. | Informer les utilisateurs concernés.     | Pensez à avertir le créateur de l'article, par exemple, en insérant le code ci-dessous sur sa page de discussion : {{subst:avertissement admissibilité à vérifier\|Initiative Développement}} |

 (décembre 2017).
- Si vous ne connaissez pas le sujet, laissez ce bandeau (vous pouvez alors contacter les auteurs).
- Si vous supprimez le contenu mis en cause (vous pouvez préalablement contacter les auteurs),

argumentez précisément cette suppression dans la page de discussion
(un manque de référence n'est pas un argument ; une recherche réelle de référence doit avoir été effectuée, être formellement documentée).

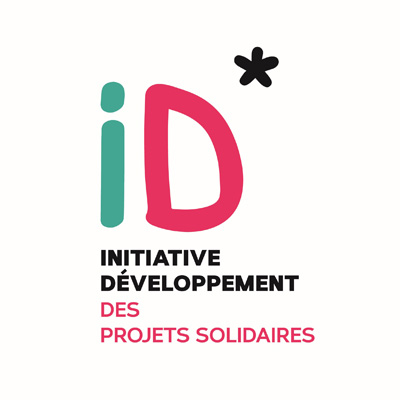
logo ID 2019

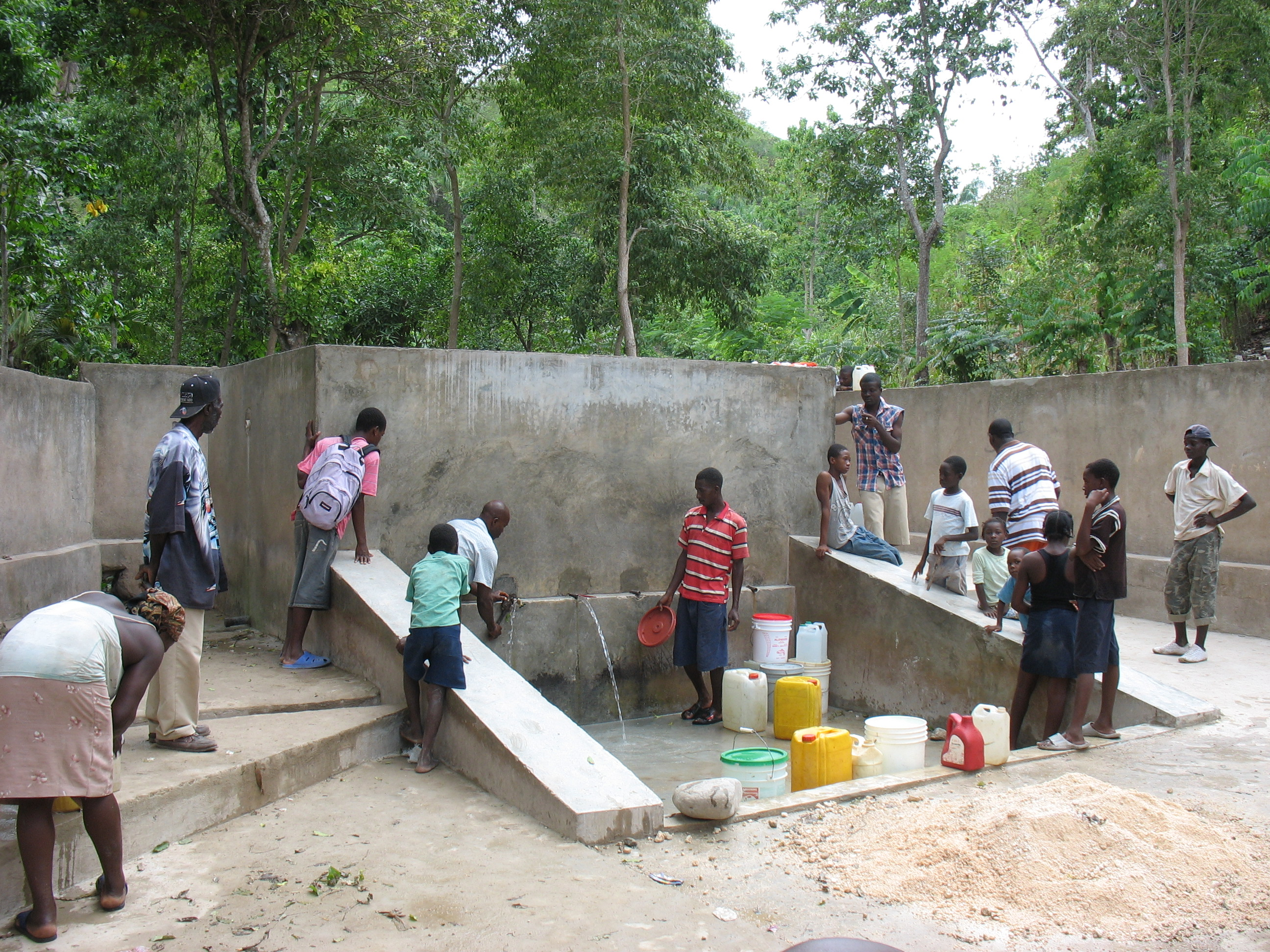
Haïti, aménagement d'une source

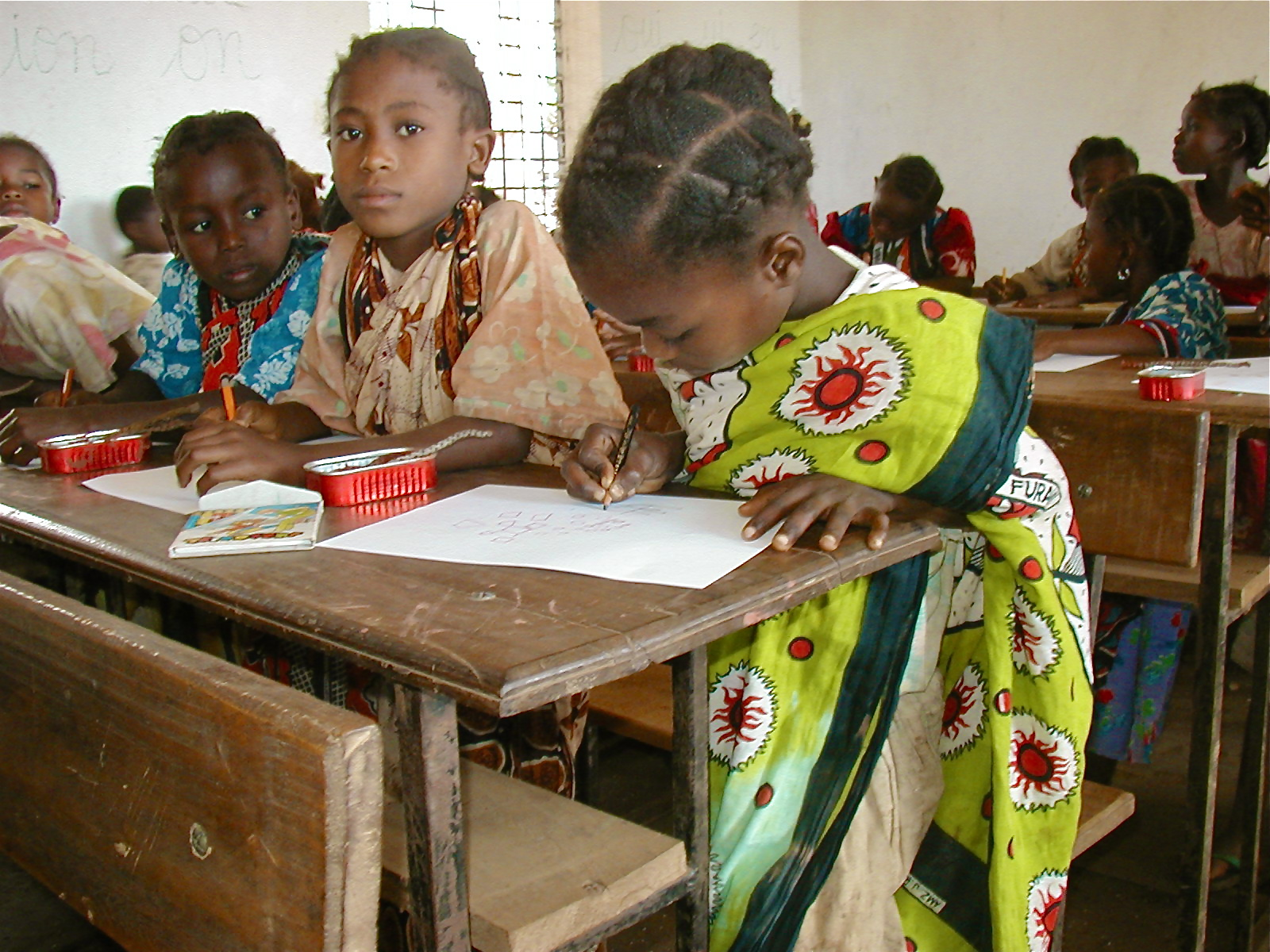
Éducation aux Comores

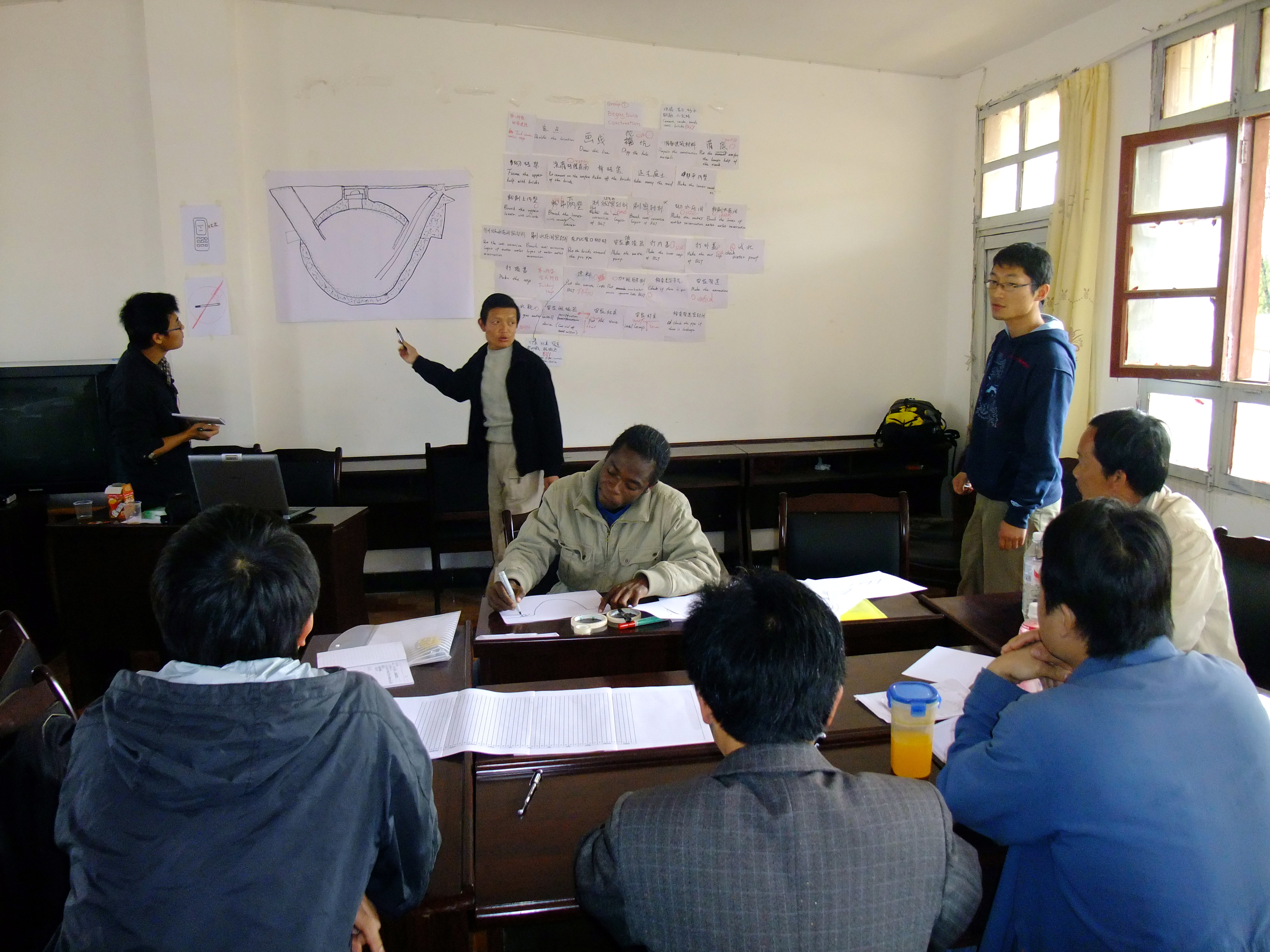
Formation sur le Biogaz

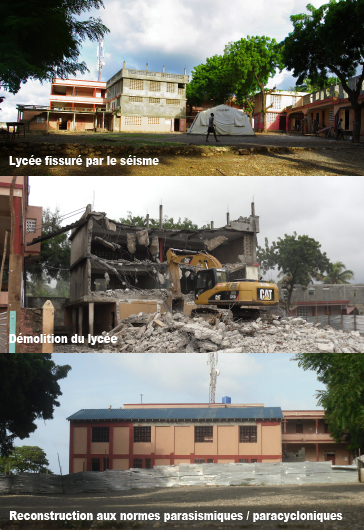
Haïti, reconstruction d'un lycée (post-séisme 2010)

Initiative Développement, surnommée ID, est une ONG  française à but non lucratif, créée en 1994 et basée à Poitiers. Elle accompagne, renforce les compétences et le pouvoir d'agir des personnes, des organisations et des groupes issus de la société civile et/ou des collectivités au Burkina Faso, Congo Brazzaville, Tchad, Sénégal, aux Comores, à Madagascar et en Haïti .

## Principe d’action
Depuis 30 ans, ID participe au renforcement de l'autonomie des acteurs pour qu'ils construisent et mettent en œuvre par et pour eux-mêmes des réponses aux défis sociaux, environnementaux et économiques de leurs territoires.

### Notre vision
ID a une conception internationale de la solidarité et veut construire un monde plus équitable. Dans ce monde, chaque personne, même vulnérable ou marginalisée, peut s’exprimer et agir sur son milieu, dans le respect des autres et de la planète.

### Notre raison d’être
Participer au renforcement de l’autonomie des acteurs locaux pour qu’ils construisent et mettent en œuvre eux-mêmes des réponses aux défis sociaux, environnementaux et économiques de leurs territoires.

Pour des impacts positifs et pérennes, ID, depuis 30 ans, intervient selon 3 principes :
- Travailler à l’échelle du territoire : une ville ou une région, un quartier, un bassin versant ou un district sanitaire ou scolaire… Notre intervention se positionne au plus près des besoins et ressources des citoyens et citoyennes en matière de santé, d’eau et d’assainissement, d’accès à une énergie durable, d’éducation ou de développement économique.
- Renforcer les compétences des acteurs et actrices locaux associatifs et/ou institutionnels, des entrepreneurs/ses et des citoyens et citoyennes: ils sont les acteurs et animatrices positifs du développement de leur territoire, les réponses et les actions qui en découlent doivent être identifiées et portées par celles et ceux qui identifient le mieux les défis à relever et les actions nécessaires.
- Lutter contre le dérèglement climatique : Sécheresses, inondations, cyclones et ouragans, autant de phénomènes climatiques extrêmes qui se multiplient… les conséquences du dérèglement climatique affectent plus fortement encore les populations déjà très vulnérables. ID travaille à la réduction des émissions de gaz à effet de serre et renforce les capacités des populations face aux impacts du dérèglement.

Nos projets comportent systématiquement un objectif de renforcement du pouvoir d’agir afin de donner les moyens aux acteurs institutionnels et/ou associatifs, aux entrepreneurs.ses et aux citoyen(ne)s de gérer par et pour eux/elles-mêmes leurs propres réponses aux grands enjeux de leur territoire.
Depuis 30 ans, ID place le renforcement de compétences au cœur de son action

## La fusion d’ID et Projets Solidaires: une ambition environnementale renforcée
Le processus de réflexion sur notre projet stratégique nous a emmenés vers la réaffirmation de nos 3 piliers d’action :
- le droit à l’initiative par le renforcement des compétences des acteurs sud,
- le développement des territoires avec celles et ceux qui y vivent,
- la protection de l’environnement dans le respect des ressources naturelles.

### 3 juillet 2019, lors de l’Assemblée Générale d’ID, la fusion entre Projets Solidaires et Initiative Développement est entérinée
Cette réaffirmation de notre ADN a amené ID à développer des liens avec les structures locales de Nouvelle Aquitaine, parmi celles-ci, l’ONG bordelaise Projets Solidaires. Durant plus d’un an, rencontres régulières en France, au Burkina Faso et au Sénégal, en lien avec nos projets « énergies et développement économique respectifs, ont fait naître l’évidence de notre collaboration, puis de notre fusion ».
Cette fusion a également donné lieu au lancement de notre premier projet en France, l’incubateurs de projets solidaires : DEFIS.

## Distinctions
- 2017 : Prix 1% pour la planète pour le projet Filière Ylang Ylang - Distillation à Foyer Econome mené aux Comores
- Prix Energy Globe Award (2011) – programme de biogaz rural en Chine
- Prix Energy Globe Award (2009) – programme d’accès à l’eau en Chine
- Prix de la Solidarité Internationale 2007 (HCCI) - programme d'amélioration de la qualité de l'enseignement dans le département du Bas Nord Ouest d'Haïti

## Historique
Initiative Développement est le fruit de l’essaimage de l’association Inter Aide. Le Dr. Philippe Malherbe et Rachid Karroum, hydraulicien, alors responsables de programme chez Inter Aide ont créé dans leur région d’origine l’association Initiative Développement en reprenant en Haïti et au Bénin des programmes en cours. L’association se développa par la suite aux Comores (1996), au Ghana (1997), en Chine (2002), au Tchad (2004) et au Togo (2006).
L’association présidée par Mme Marie Françoise Pluzanski est dirigée par un conseil d’administration composé de 13 membres. La direction représentée par M. Emmanuel POILANE  constitue la partie opérationnelle comprenant un service administratif et financier, un service de partenariats et de communication et plusieurs « chefs de secteur » coordonnant les actions de leurs équipes sur le terrain. Des directions pays gèrent les programmes sur place grâce aux responsables de programmes et leurs équipes. 
Depuis 1994, ID a permis l'émergence des organisations suivantes :
- Recherches, Actions Communautaires, Initiatives pour un Nouvel Espoir - RACINES (Bénin)
- Association de Lutte pour la promotion des Initiatives de Développement - ALIDé (Bénin)
- Collaboration, Action, Pérennisation - CAP (Comores)
- Mouvement Associatif pour l'Education et l'Egalités des CHAnces - MAEECHA (Comores)
- Union des Comités de l'Eau d'Anjouan - UCEA (Comores)
- Union des Comités de l'Eau de Mohéli - UCEM (Comores)
- Ansanm pou yon demen miyò an Ayiti - ADEMA (Haïti)
- Prodeva (Haïti)
- Association Djénandoum Naasson - ADN (Tchad)
- Centre de Recherches et d'Informations pour la Santé au Togo - CRIPS (Togo)

ID est membre de :
- Coordination Sud
- Coalition Eau
- pS-Eau
- F3E
- Groupe Initiatives